# Raisin City
Raisin City is een plaats in Fresno County in Californië in de VS.

## Geografie
Raisin City bevindt zich op 36°36′9″Noord, 119°54′18″West. De totale oppervlakte bedraagt 2,0 km² (0,8 mijl²) wat allemaal land is.

## Demografie
Volgens de census van 2000 bedroeg de bevolkingsdichtheid 82,7/km² (214,4/mijl²) en bedroeg het totale bevolkingsaantal 165 als volgt onderverdeeld naar etniciteit:
- 60,00% blanken
- 8,48% inheemse Amerikanen
- 6,06% Aziaten
- 19,39% andere
- 6,06% twee of meer rassen

Er waren 42 gezinnen en 37 families in Raisin City. De gemiddelde gezinsgrootte bedroeg 3,93.

## Plaatsen in de nabije omgeving
De onderstaande figuur toont nabijgelegen plaatsen in een straal van 24 km rond Raisin City.